# Sun-Maid
Sun-Maid eller Sun-Maid Growers of California er et amerikansk jordbrugskooperativ af rosindruedyrkere i Fresno, Californien. De producerer rosiner og tørret frugt. Sun-Maid består af 850 landmænd, der dyrker rosindruer i Central Valley mellem Los Angeles og San Francisco. 
Sun-Maid rosin-mærket er fra Californien og består af kernefrie vindruer, som har eksisteret siden 1912 og er et af de mest kendte rosin-mærker i dag over hele verden.
Sun-Maid er blandt andet kendt for sol-pigen på pakken, hvor den amerikanske Lorraine Collett (1892-1983) er model.

## Eksterne links
- Sun-Maid's hjemmeside